# Давос
Давос (романш: Tavau, итал. Tavate) је град и туристичко место у источној Швајцарској. Давос припада кантону Граубинден, где је други град по величини. 
Давос је познат као место где се сваке године почев од 1971. године организује Светски економски форум (World Economic Forum, WEF), скуп најутицајнијих светских политичара и економиста. 
Током своје историје, Давос је био познат као ваздушно љечилиште и као скијашки центар. 

## Природне одлике
Град Давос се налази у источном делу Швајцарске. Од главног града државе, Берна, Давос је удаљен око 270 км источно, док је од седишта кантона, Хура, на 60 км источно.
Рељеф: Давос се налази у области веома високих Граубинденских Алпа, на приближно 1.560 метара надморске висине, па је то један од највиших градова у целој Европи. Град је смештен у врху долине Ландвасертал, која се пружа правцем север - југ, што је условило и правац пружања града. На југу општине рјечица Ландвасер усјекла је веома дубоку клисуру Цугеншлухт - Клисура Цуген (Zügenschlucht). На северу града налази мало Давоско језеро. Подручје Давоса се састоји из два дела: Давос-село и Давос-трг.  
Клима: Клима у Давосу је оштрија варијанта умерено континенталне климе због знатне надморске висине и планинског окружења.

Воде: Кроз Давос протиче рјечица Ландвасер, која нема већи значај. Ни мало Давоско језеро нема већи привредни значај, осим као туристичка тачка.

## Историја
Подручје Давоса је било познато још у време праисторије и Старог Рима, али није било насељено због оштрих временских услова.
Долина Давоса је насељена Ретороманима, који су основали данашње насеље 1219. године. Већ 1280. године насеље је насељено и  Немцима. Вековима је то било мало село високо у Алпима.
Туристички развој насеља започиње крајем 18. века. Давос је постао микроклиматска ваздушна бања коју су лекари препоручивали плућним болесницима од 19. века. Томас Ман је радњу свог романа Чаробни брег сместио у санаторијум за туберкулозне болеснике у Давосу. Ово је омогућило нагли развој насеља, које је прерасло у градић. У 20. веку град све више бива посећен због зимских спортова, а 1971. године у Давосу се сваке године организује чувени Светски економски форум (World Economic Forum, WEF).

## Становништво
2008. године Давос је имао око 11.000 становника. Од тога 23,7% су страни држављани.
Језик: Швајцарски Немци чине традиционално становништво града од средњег века и немачки језик је званични у граду и кантону. Међутим, градско становништво је током протеклих неколико деценија постало веома шаролико, па се на улицама Давоса чују бројни други језици. Тако данас немачки језик матерњи за 86,3% становништва, а најзначајнији мањински језици су српскохрватски (2,8%) и италијански језик (2,7%).
Вероисповест: Месни Немци су у од 16. века протестанти. Међутим, последњих деценија у граду се знатно повећао удео римокатолика. Данашњи верски састав града је: протестанти 46,6%, римокатолици 34,6%, а потом следе атеисти, муслимани, православци.

## Галерија слика
- Средишњи део Давоса
- Скијашки терени изнад града
- Поглед део града са протестантском црквом
- Спортски центар